# Dahmsalen
Dahmsalen är ett bergspass i Antarktis. Det ligger i Östantarktis. Norge gör anspråk på området. Dahmsalen ligger 1 808 meter över havet.
Terrängen runt Dahmsalen är varierad. Trakten är obefolkad. Det finns inga samhällen i närheten. 